# Cugney
Cugney – miejscowość i gmina we Francji, w regionie Burgundia-Franche-Comté, w departamencie Górna Saona.
Według danych na rok 1990 gminę zamieszkiwały 133 osoby, a gęstość zaludnienia wynosiła 12 osób/km² (wśród 1786 gmin Franche-Comté Cugney plasuje się na 610. miejscu pod względem liczby ludności, natomiast pod względem powierzchni na miejscu 377.).